# Pulo di Altamura
Il Pulo di Altamura (in dialetto di Altamura u pùle, IPA: [u ˈpulə]) è la più grande dolina carsica dell'Alta Murgia. Si apre, a circa 477 m s.l.m., nell'altopiano murgiano a circa 6 chilometri a nord della città di Altamura. Condivide il termine "pulo" con tre altre grandi doline murgiane, ossia il Pulicchio di Gravina, il Pulo di Molfetta, il Pulicchio di Toritto   

## Dimensioni
Il perimetro, misurato sull'orlo della dolina, ha uno sviluppo lineare di circa 1800 m. Il diametro più lungo è di poco superiore ai 500 metri, mentre gli altri diametri non sono mai inferiori di 450 metri. Il dislivello oscilla tra i 70 e i 75 metri.

## Etimologia
L'etimologia del toponimo pulo è ignota. Il termine è utilizzato nel territorio delle Murge per indicare le doline, mentre risulta sconosciuto e inutilizzato in altre parti della Puglia, in particolare nel Gargano, laddove si preferisce il termine dolina (ad esempio, la dolina Pozzatina). Il termine è anche usato per le vicine doline Pulo di Molfetta e Pulicchio di Gravina (pulicchio, ossia piccolo pulo), ed è attestato già dal Seicento, in quanto Domenico Santoro nel 1688 scrisse "luogo detto dalli Cittadini lo Pulo".
È stata notata dagli stessi geologici un'assonanza col termine geologico slavo polje (che significa "campo" e che denota forme carsiche costituite da ampi spazi piatti) il quale, pur denotando qualcosa di diverso dal termine pulo, potrebbe avere un'origine comune. Sembra plausibile un'origine indoeuropea, da *polŭ ("aperto"). Ciononostante appare improbabile che possa esserci un'affinità tra i due termini, in modo particolare qualora il termine polje dovesse avere un'origine relativamente recente.

## Storia della ricerca scientifica sul Pulo di Altamura
Lorenzo Giustiniani, nel Dizionario geografico del Regno di Napoli (1797), ipotizzò che il Pulo di Altamura fosse stato causato dal "fuoco sotterraneo" e da terremoti, ipotizzando in tal modo un'origine tettonico-vulcanica.
Altri studiosi e geologi avevano solo citato una cavità naturale nei pressi di Altamura senza soffermarsi su di essa, ad esempio il noto naturalista pugliese Giuseppe Maria Giovene (1784), che la visitò e fece acute osservazioni sulla dolina. Tra gli altri, Flores (1899) affermò di aver sentito parlare di "una dolina notevole esistente presso Altamura". Anche T. Vespasiani (1901) citò la dolina.
Il primo studio scientifico completo di cui si sia a conoscenza sul Pulo di Altamura (fino ad allora pressoché sconosciuto dalla comunità scientifica) risale a Carmelo Colamonico (1917), che per primo formulò una teoria scientifica coerente sull'origine della dolina.

## Origine ed evoluzione
Circa l'origine e l'evoluzione di questa dolina si sono avanzate diverse ipotesi, alcune più plausibili di altre, anche se in ogni caso fondate sulla natura carsica del terreno in cui essa si apre. L'origine della dolina è stata oggetto anche di speculazioni errate, che ne attribuivano l'origine all'opera di qualche meteorite, oppure di un generico sprofondamento (subsidenza). Le suddette teorie risultano assai improbabili.
L'origine del Pulo di Altamura, così come quello di altre forme carsiche del territorio (come, ad esempio, il Pulicchio di Gravina, il Pulo di Molfetta, Gurio Lamanna, la grave Tre Paduli) può essere spiegato attraverso il carsismo, ossia la doppia azione, meccanica e chimica, che l'acqua di pioggia esercita sulla massa rocciosa dei calcari delle Murge e del Gargano.
Il calcare di per sé è una roccia impermeabile, ma, se fortemente fratturata (come nel caso delle Murge), diventa altamente permeabile all'acqua di pioggia, consentendo a questa di infiltrarsi, di erodere fisicamente la roccia e anche di reagire chimicamente con questa.
Questo è il motivo per cui il territorio delle Murge risulta quasi dappertutto assai permeabile; ivi si nota l'assenza di corsi d'acqua superficiale, sostituiti dalle lame, molto diffuse nelle Murge, e la nota aridità della regione. Le lame sono solchi dovuti all'erosione delle acque meteoriche e sono spesso confuse con i normali corsi d'acqua. Nelle lame l'acqua solo in piccola parte scorre in superficie, mentre per la restante parte si infiltra e scorre nel sottosuolo seguendo quasi la stessa direzione che avrebbe sul terreno.
Alla luce di quanto detto, il pulo di Altamura è il punto più basso di una vasta area di scolo delle acque piovane (bacino idrografico), la quale sopraggiunge attraverso le due lame, una a nord nord-est e una a nord-ovest.

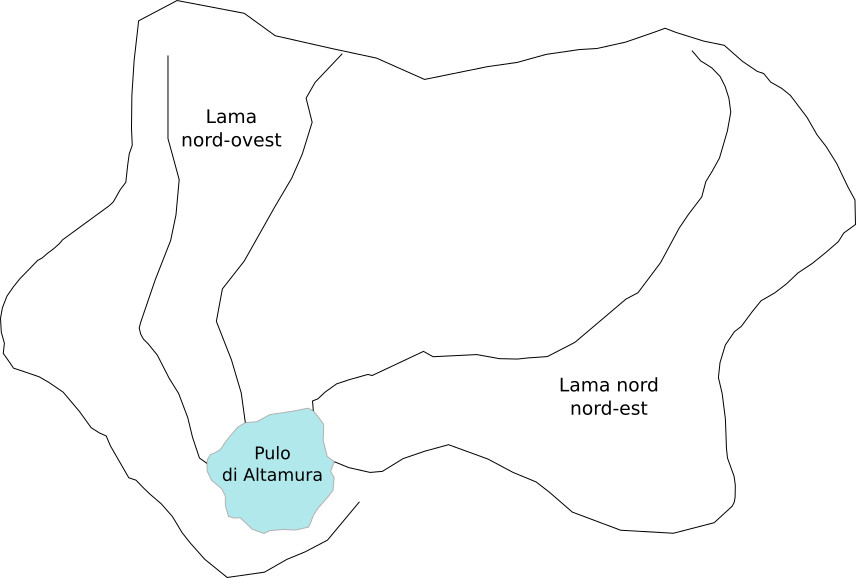
Schema del bacino idrografico, di cui il Pulo di Altamura è il punto di chiusura (punto più basso).

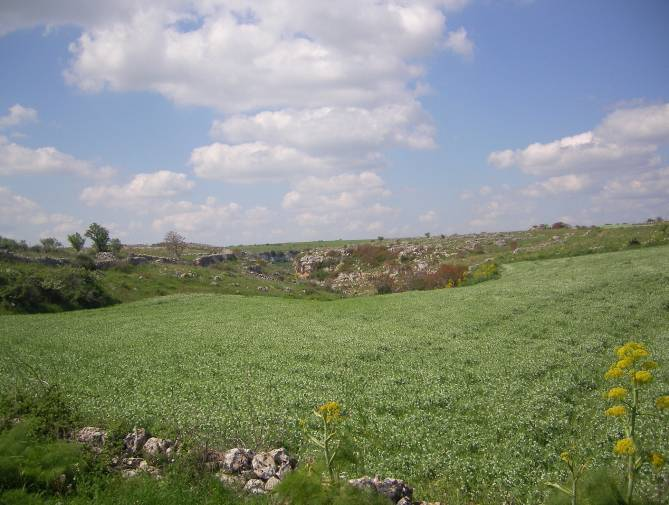
Pulo di Altamura - Lama di NNE.

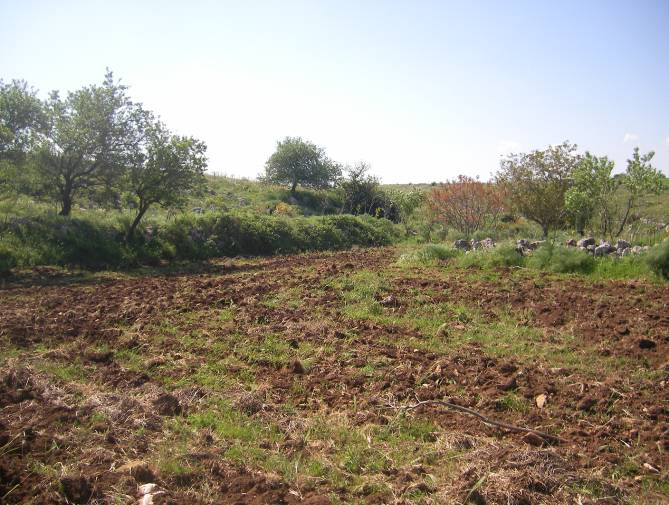
Pulo di Altamura - Lama di NW.

Il bacino idrografico del Pulo di Altamura risulta di dimensioni tali che è stato definito da Colamonico "una delle più ampie zone d'assorbimento che si trovino in tutta la Puglia". La parte di acqua con recapito nel punto più basso ha generato, nel corso delle ere geologiche, il Pulo di Altamura, grazie ai due meccanismi di erosione meccanica e chimica, la prima agente maggiormente all'esterno e la seconda maggiormente all'interno (nel sottosuolo).
Degna di nota è anche l'osservazione di Carmelo Colamonico secondo cui la dolina si è allargata (e continua ad allargarsi) in direzione nord a spese della roccia tra le due lame.
Carmelo Colamonico, nel 1917, per la prima volta ipotizzò anche che una grotta preesistente (che fungeva anche da inghiottitoio) potesse essere crollata, dando vita alla dolina. In tal caso la dolina rientrerebbe nella categoria delle "doline da crollo". La forma determinata dal crollo della grotta avrebbe avuto in ogni caso dimensioni così piccole che sarebbe comunque necessario ricorrere all'azione erosiva dell'acqua per spiegarne l'origine.
Risulta importante l'osservazione dei fronti della dolina. In molte zone, le testate degli strati rocciosi che sporgono dalle pareti sembrano convergere a formare un blando sinclinale, a conferma dell'origine da crollo della dolina affermata da Colamonico. È molto probabile che il solco erosivo di NE, più di due milioni di anni fa, fosse in sotterraneo e che in corrispondenza del Pulo avesse il suo recapito finale in un inghiottitoio allargatosi via via in tal misura da annullare l'effetto arco delle rocce sovrastanti e collassare. La parete settentrionale del Pulo presenta più livelli di grotte e cunicoli, che possono definirsi cavità di interstrato.

## Frequentazioni umane
Le pareti del versante nord, quasi verticali, presentano numerosi anfratti e grotte naturali utilizzati probabilmente in epoca preistorica. Va considerato che nella zona la frequentazione è testimoniata anche dalla presenza di Homo neanderthalensis nella vicina contrada Lamalunga (l'Uomo di Altamura).
Domenico Santoro, nella sua Descrizione della città di Altamura (1688), scrisse che San Guglielmo da Vercelli vi aveva vissuto come eremita in una grotta nella parete del lato settentrionale, pur essendo ignote le fonti primarie da lui consultate. Inoltre, lo stesso autore riporta che nel Seicento nella grotta in questione erano ancora visibili una chiesetta "nel sasso" dedicata a S. Maria Annunziata e un orticello (forse quello danneggiato dagli animali), e vi erano anche due grosse pietre, forse utilizzate da San Guglielmo da Vercelli per pestare l'uva o per rigettare le piogge. Una di queste pietre "da pressa" è visibile ancora oggi.
Le pareti del Pulo sono state in passato molto frequentate per arrampicata ed esercitazioni di speleologi, attività ora molto ridotte per il rispetto degli ambienti rupestri e dei tempi di nidificazione, in conformità con le normative vigenti.

## Le grotte
Il Pulo di Altamura contiene numerose grotte, ossia la "Grotta del colombo", la "Grotta dell'imbroglio" la "Grotta dell'orco", la "Grave del Pulo" localizzate in corrispondenza della lama di nord nord-est, e la "Grotta Mario" ubicata nella lama di nord-ovest.

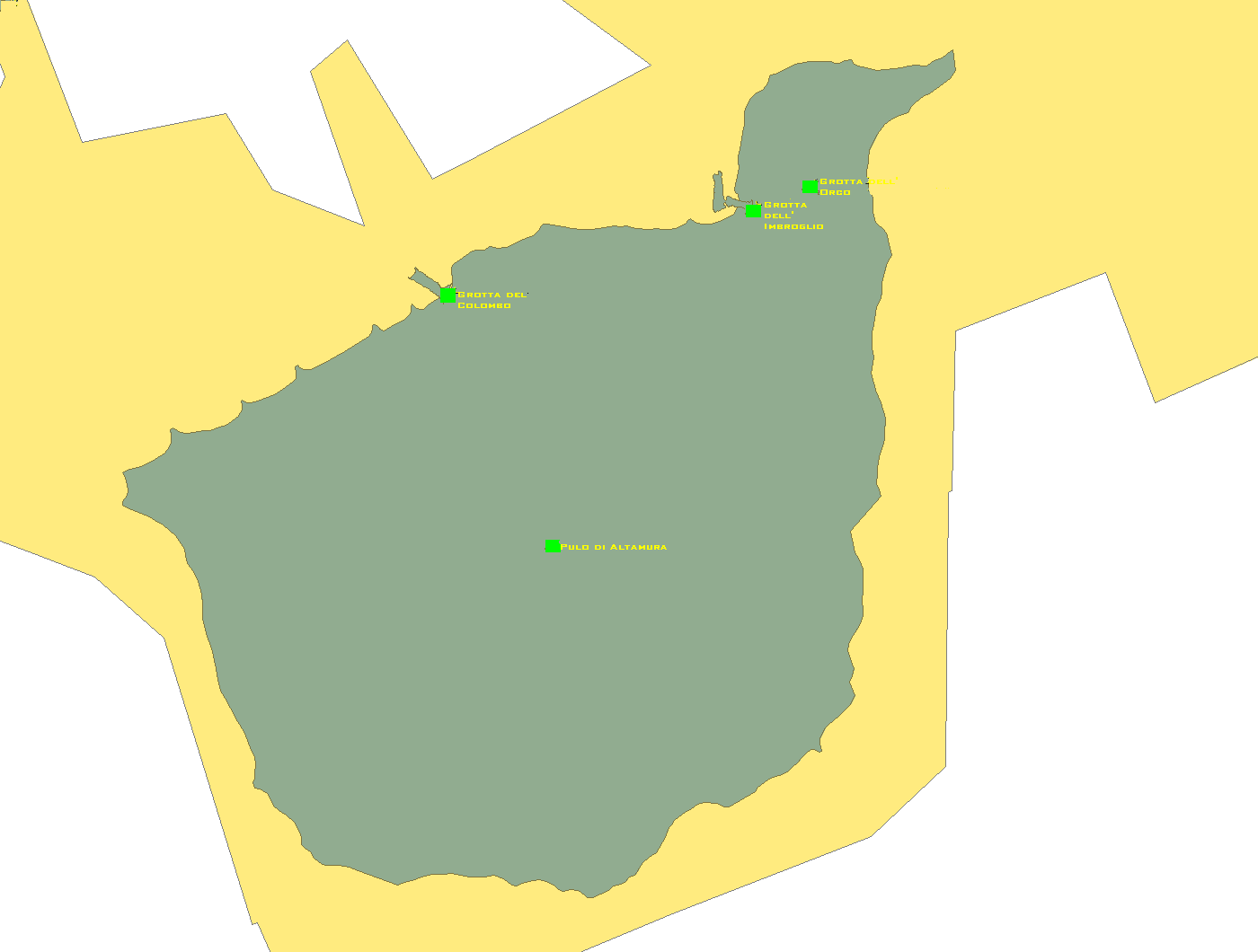
Le grotte del Pulo di Altamura.

## Aspetti naturalistici
Grazie alla particolare esposizione delle sue pareti e al particolarissimo microclima che viene a crearsi lungo di esse e negli anfratti di questa dolina, essa si è rivelata un habitat adatto a molte specie sia animali sia vegetali che è, altrimenti, raro ritrovare abitualmente sull'altopiano delle Murge. Il corvo imperiale è uno degli uccelli piuttosto rari che prediligono nidificare sulle pareti scoscese e impervie del Pulo di Altamura.

## Curiosità

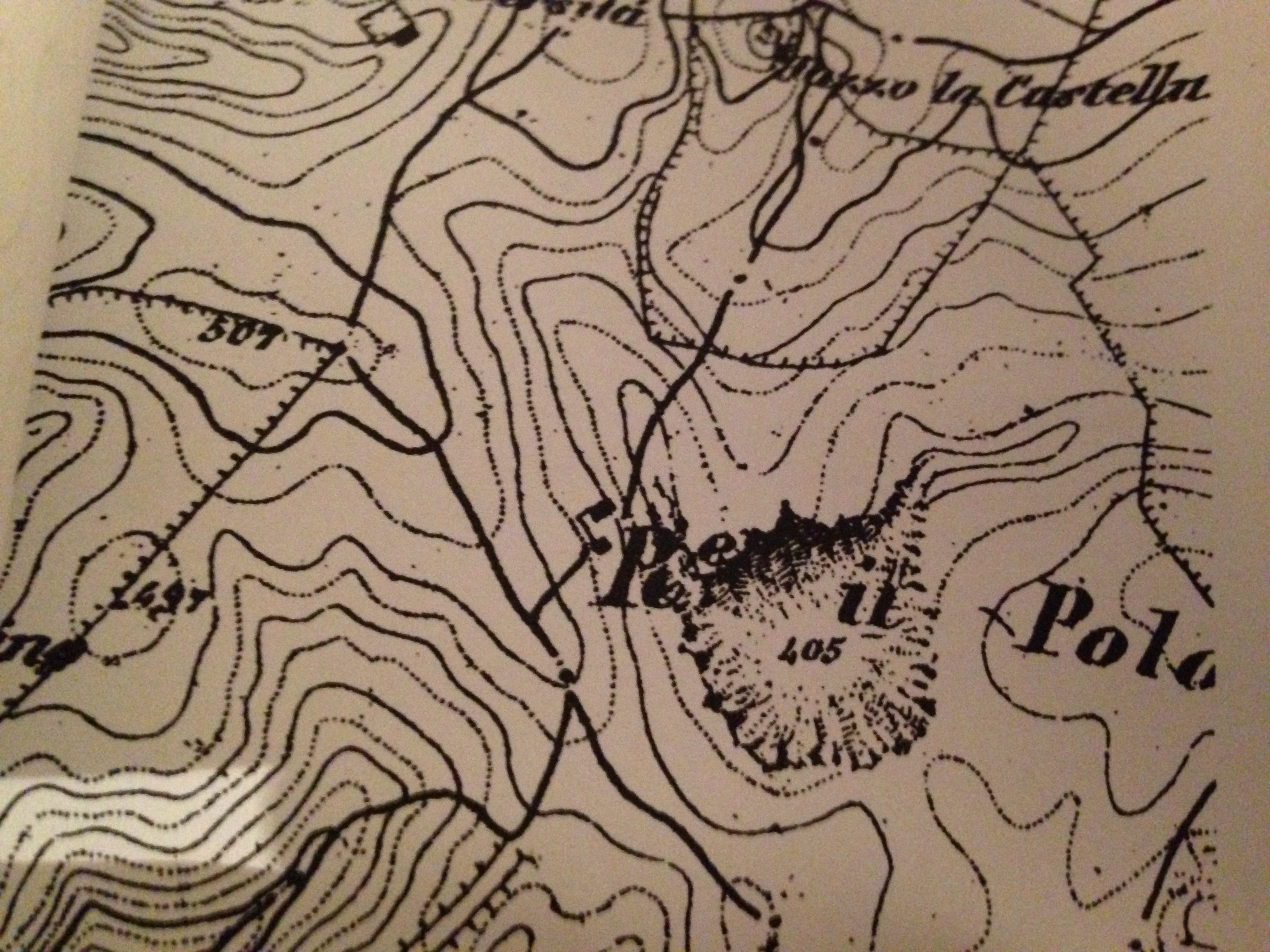
Particolare di una cartina di fine Ottocento

Nelle prime carte topografiche dell'Istituto Geografico Militare (fine dell'Ottocento) il nome della località era riportato impropriamente come "Polo", ma tale trascrizione fu corretta nelle edizioni successive.

### Libri
- Guide rosse d'Italia del Touring Club Italiano, Puglia, 1978.
- Tommaso Berloco, Storie inedite della città di Altamura[collegamento interrotto], ATA - Associazione Turistica Altamurana Pro Loco, 1985.
- Giuseppe Pupillo e Operatori C.R.S.E.C. BA/7, Altamura, immagini e descrizioni storiche (PDF), Matera, Antezza Tipografi, 2017, ISBN 9788889313282. URL consultato il 28 ottobre 2018 (archiviato dall'url originale il 21 ottobre 2018).

### Articoli accademici
- Sergueï Sakhno, The Lexicon of Slavic., in Handbook of Comparative and Historical IndoEuropean Linguistics, vol. 3, Mouton, W. de Gruyter, 2017.
- Mario Parise, Antonio Federico, Marco Delle Rose e Mariangela Sammarco, Karst terminology in Apulia (PDF), in Acta Carsologica, 2003.
- Carmelo Colamonico, Il pulo di Altamura [collegamento interrotto], in Mondo Sotterraneo, Udine, Tipografia Domenico Del Bianco, 1917. URL consultato il 14 febbraio 2018.
- Giuseppe Maria Giovene, Della nitriera naturale di Molfetta, detta Pulo, in Opere, vol. 2, 1839-1841.
- Giuseppe Maria Giovene, Lettera del Sig. canonico D. Giuseppe Maria Giovene, Vicario generale di Molfetta, al Sig. Abate Alberto Fortis, contenente varie osservazioni sulla nitrosità naturale della Puglia, Molfetta, 7 agosto 1784.
- T. Vespasiani, Le Murge e la città di Altamura, in Rassegna pugliese, XVIII, n. 9, Trani (Bari), 1901.
- E. Flores, Appunti di geologia pugliese, in Rassegna pugliese, Trani (Bari), Vecchi, 1899.